# Катаево (Верещагинский район)
Катаево — деревня в Верещагинском районе Пермского края. Входит в состав Путинского сельского поселения.

## Географическое положение
Деревня расположена на реке Вож, примерно в 7 км к юго-западу от административного центра поселения, села Путино.

## Население
| 2010 |
| ---- |
| 58   |

## Топографические карты
- Лист карты O-40-61 Сепыч. Масштаб: 1 : 100 000. Издание 1989 г.